# 179년

## 연호
- 후한(後漢) 광화(光和) 2년

## 기년
- 후한(後漢) 영제(靈帝) 12년
- 신라(新羅) 아달라 이사금(阿達羅泥師今) 26년
- 고구려(高句麗) 신대왕(新大王) 15년 / 고국천왕(故國川王) 원년
- 백제(百濟) 초고왕(肖古王) 14년

## 사건
- 후한, 여강이 상소를 올려 채옹을 다시 등용할 것을 청했으나 영제는 받아들이지 않았다.
- 사도(司徒) 유합(劉郃)은 양구 등과 함께 조절을 제거하려 했으나, 계획이 새어나가 조절의 모함을 받고 모두 죽었다.
- 고구려, 국상 명림답부 113세의 일기로 세상을 떠남.  슬픔에 빠진 신대왕도 91세의 일기로 세상을 떠남.  그의 차남 남무가 왕의 자리에 오름.

## 탄생
- 촉한의 군사 방통
- 위의 대신이자 진황제 사마염의 조부 사마의

## 사망
- 고구려(高句麗) 8대 국왕 신대왕(新大王)
- 고구려(高句麗)의 국상(國相) 명림답부(明臨答夫)